# Громадянська війна в Нікарагуа
Громадянська війна в Нікарагуа (La guerra con la «Contra» — «війна з „контрас“») — збройний конфлікт між урядом Нікарагуа і збройними формуваннями «контрас». Бойові дії тривали з 1981 по 1990 рік і забрали життя не менше 50 000 осіб[джерело?].
Колишні національні гвардійці Сомоси та інші противники сандіністів, які отримали прізвисько «контрас» («контрреволюціонери»), втекли з країни і стали зосереджуватися в спеціальних таборах у прикордонних районах сусідніх держав: Гондурасу та Коста-Рики. Уряд США надав їм озброєння і матеріальну допомогу, щоб використовувати їх проти сандіністського режиму. Аргентинські СІДЕ і 601-й розвідувальний батальйон навчали бойовиків контрас на військових базах Лепатерік і Кілалі «аргентинського методу» боротьби з комунізмом[джерело?].

## Хроніка подій
Перші бойові дії «контрас» були відзначені в листопаді 1980 року.
У 1981 році почалися систематичні рейди «контрас» на нікарагуанській території, диверсії, руйнування господарських і стратегічних об'єктів, бої з підрозділами народної міліції та сандіністської армії[джерело?].
Надалі, рейди перетворилися в неоголошену війну проти сандіністської Нікарагуа. У 1983—1986 рр. воєнні дії прийняли особливо широкі масштаби. «Контрас» зуміли залучити на свою сторону індіанців і частину селян і створити опорні бази всередині країни[джерело?].
Уряд Нікарагуа був змушений збільшити витрати на оборону. 15 березня 1982 року, у зв'язку з підвищенням активності «контрас» і загрозою військової інтервенції з боку США на території країни було вперше введено надзвичайний стан. Одночасно, урядом була прийнята надзвичайна програма цивільної оборони, яка передбачала збільшення військових витрат. 13 вересня 1983 року урядом був прийнятий закон № 1327 «Про патріотичну військову службу», який встановлював призовний принцип комплектування армії, і передбачав проходження 45-денного курсу початкового військового вишколу всіма нікарагуанцями у віці від 18 до 25 років[джерело?].
У період після 1985 року чисельність сандіністської народної армії (з урахуванням територіальних формувань сандіністської народної міліції) збільшилася до 90—95 тис. осіб. Військову допомогу республіці надали СРСР і Куба. До 40 % чоловічого населення було озброєне і в тій чи іншій формі мобілізовано на збройний захист революційної влади[джерело?].
Посилювалося втручання США в конфлікт. Вашингтон офіційно асигнував на військово-матеріальну допомогу контрас щорічно до 100 млн дол. Крім того, США додатково надавали підтримку контрас за неофіційними каналами[джерело?].
Щоб відвести звинувачення в диктатурі, сандіністське керівництво здійснило перехід до конституційно оформленим органам влади. 4 листопада 1984 року в Нікарагуа відбулися загальні вибори. Незважаючи на заклик непримиренної опозиції бойкотувати їх, партії помірної опозиції взяли в них участь. У результаті виборів президентом республіки був обраний голова сандіністського уряду Данієль Ортега[джерело?].
У квітні 1985 року США висунули уряду Нікарагуа ультиматум із вимогою протягом 60 днів провести нові вибори і в термін до 20 квітня 1985 року «почати діалог з опозицією». Водночас на території Гондурасу були розпочаті великомасштабні військові навчання «Біг пайн — 3», в яких брали участь 5 тис. військовослужбовців Гондурасу, 5,5 тис. військовослужбовців США, 200 одиниць бронетехніки й вертольоти; одночасно біля кордонів територіальних вод Нікарагуа почалися навчання ВМС США «Юніверсал трек — 85», у яких брали участь 36 кораблів і 7 тис. військовослужбовців. Крім того, тут перебували на патрулюванні два американських авіаносці. Уряд Нікарагуа оцінив діяльність США як неприпустиме втручання у внутрішні справи країни[джерело?].
1 травня 1985 року президент США оголосив про початок економічної блокади Нікарагуа (блокада тривала до травня 1990 року).
Наприкінці 1986 року армія активізувала бойові дії проти «контрас» у прикордонних районах біля кордону з Гондурасом: ґрунтуючись на даних, отриманих в результаті радіоперехоплення та агентурної розвідки, невеликі армійські розвідгрупи прагнули виявити загони «контрас» у момент переходу кордону, після чого повідомляли про чисельність, озброєння і напрямок руху противника. Після цього з місць постійної дислокації на перехоплення «контрас» висувалися батальйони легкої піхоти.
У 1988 році уряд провів найбільш масштабну наступальну операцію проти «контрас» (Operación Danto 88)[джерело?].
На початку жовтня 1989 року уряд Гондурасу зажадав від «контрас» покинути територію країни в термін до 6 грудня 1989 року і звернувся до Ради Безпеки ООН із проханням направити миротворчі сили ООН для видворення «контрас» з території країни в разі, якщо «контрас» не покинуть територію Гондурасу в термін до 6 грудня 1989 року.
У жовтні 1989 року президент США Джордж Буш затвердив санкціоноване конгресом США рішення про виділення 9 млн доларів на фінансування виборчої кампанії опозиції в Нікарагуа.[джерело?].
У 1988—1989 роках. уряд прийняв ряд надзвичайних заходів щодо стабілізації економіки та фінансів, скорочення адміністрації та державних витрат. Завдяки цьому в 1989 році вдалося у 20 разів зменшити інфляцію — до 1500 %, у 8 разів — дефіцит бюджету, вдвічі — державні витрати. Сповільнилося падіння виробництва, намітилося зростання сільськогосподарської продукції (на 4 %) та експорту. Але ситуація залишалася вкрай складною[джерело?].
Однак уряд встояв і зумів завдати важкої поразки контрас, активність яких після 1986 року швидко пішла на спад[джерело?].

## Переговори
У вересні 1987 року урядом Нікарагуа була створена комісія з національного примирення. У грудні 1987 року почалися переговори з представниками «контрас».
У січні 1988 року уряд Нікарагуа скасував режим надзвичайного стану і прийняв закон про амністію. В лютому 1988 року в Манагуа почалися переговори між представниками індіанського угруповання «Ятама», після закінчення яких у Сапоа було підписано угоду про припинення вогню.

## Результати
За даними[якими?] уряду Нікарагуа в результаті діяльності «контрас»:
- У 1981 році було вбито — 53, поранено — 13, викрадено і пропали безвісти — 7 осіб. Матеріальний збиток економіці країни склав 200 тис. доларів США[10].
- У 1982 році «контрас» було здійснено 78 збройних нападів, вбито — 114, поранено — 52, виведено на суміжну територію, викрадено і пропало безвісти — 91[10].
- У 1983 році «контрас» було скоєно 600 збройних нападів, вбито — 1030, поранено — 1323, виведено на суміжну територію, викрадено і пропало безвісти — 1153 осіб[10].
- У 1984 році було вбито — 1114 осіб (у тому числі понад 100 дітей віком до 12 років), поранено — 516, виведено на суміжну територію, викрадено і пропало безвісти — 2469 осіб[10].
- У 1985 році «контрас» було скоєно 1637 збройних нападів; в результаті були вбиті 1143 військовослужбовців і 281 цивільна особа[11].
- У 1986 році «контрас» було скоєно 3 тисячі озброєних нападів, в результаті загинули 1019 і були поранені 1798 військовослужбовців і поліцейських, а також були вбиті 1100 цивільних осіб[джерело?].
- У 1990 році було вбито — 41 особу (7 поліцейських і 34 цивільних)[12].

Війна супроводжувалася зростанням людських жертв і завдала великий економічний та матеріальний збиток країні. Станом на початок квітня 1989 року, кількість жертв війни перевищила 50 тис. осіб, ще 50 тис. жителів прикордонних районів (перетворилися на зону бойових дій) стали біженцями та вимушеними переселенцями. Станом на початок 1990 року загальний збиток економіці країни від дій «контрас» склав 3,5 млрд доларів США[джерело?].
Уряди США і ряду держав Латинської Америки та Західної Європи звинувачували керівництво Нікарагуа в порушенні демократичних свобод і прав людини, у мілітаризації влади. Навіть Соцінтерн і партії, які до нього входили, раніше об'єднанні в Нікарагуанській революції, стали критикувати сандіністський режим, хоча засуджували політику США і неоголошену війну проти Нікарагуа. Слідом за США багато західноєвропейських і латиноамериканських країн скоротили зв'язки з Нікарагуа. Основна роль у допомозі Нікарагуа перейшла до СРСР, Куби та інших соціалістичних країн, що надіслали фахівців і постачали на пільгових умовах, у кредит, а частково й безоплатно зброю, сировинні товари, машини, обладнання[джерело?].
Ситуація в Нікарагуа швидко погіршувалася. У військових діях за 1981—1988 рр. загинуло понад 50 тис. осіб, загальний збиток до 1990 року досяг 17 млрд дол. Зовнішній борг збільшився з 1,2 млрд дол. в 1979 році до 11 млрд у 1990 році, багаторазово перевищивши ВВП республіки[джерело?].